# 用田バイパス
用田バイパス（ようだバイパス）は、神奈川県藤沢市下土棚から綾瀬市吉岡へ至る神奈川県道22号横浜伊勢原線のバイパス道路である。

## 概要
全線一般道路として整備されている。神奈川県道22号横浜伊勢原線は東名高速道路厚木インターチェンジへのアクセス道路として使われており、また藤沢市用田付近では地元住民の生活道路としても使われているため日中の混雑が見られる。さらに用田交差点では神奈川県道45号丸子中山茅ヶ崎線と接続しているため用田交差点付近は午前中から夕方になるまで特に混雑が激しくなる。そういった背景から、用田地区の迂回による地域交通と通過交通の分離を目的に計画された。途中、東海道新幹線の高架下をくぐり、用田大橋にて目久尻川を渡る。
用田バイパスの建設に際し、用田大河内遺跡が発見された。

### 路線データ
- 全長：4,160m
- 起点：藤沢市下土棚（いすゞ自動車藤沢工場北門前）
- 終点：綾瀬市吉岡 用田橋際交差点
- 規格：第4種第1級
- 車線数：4
- 設計速度：60km/h
- Google マップ - 既開通区間

## 路線状況

### 重複区間
- 神奈川県道43号藤沢厚木線（新用田辻交差点 - 用田橋際交差点）

## 歴史
- 2005年（平成17年）5月17日：第I期区間の3,340m（いすゞ自動車藤沢工場北門前 - 新用田辻交差点）が暫定2車線で開通。
- 2015年（平成27年）3月31日：第II期区間の820m（新用田辻交差点 - 用田橋際交差点）が4車線（一部3車線）で開通、合わせて第I期区間の暫定2車線部についても4車線化。[1]。

## 地理

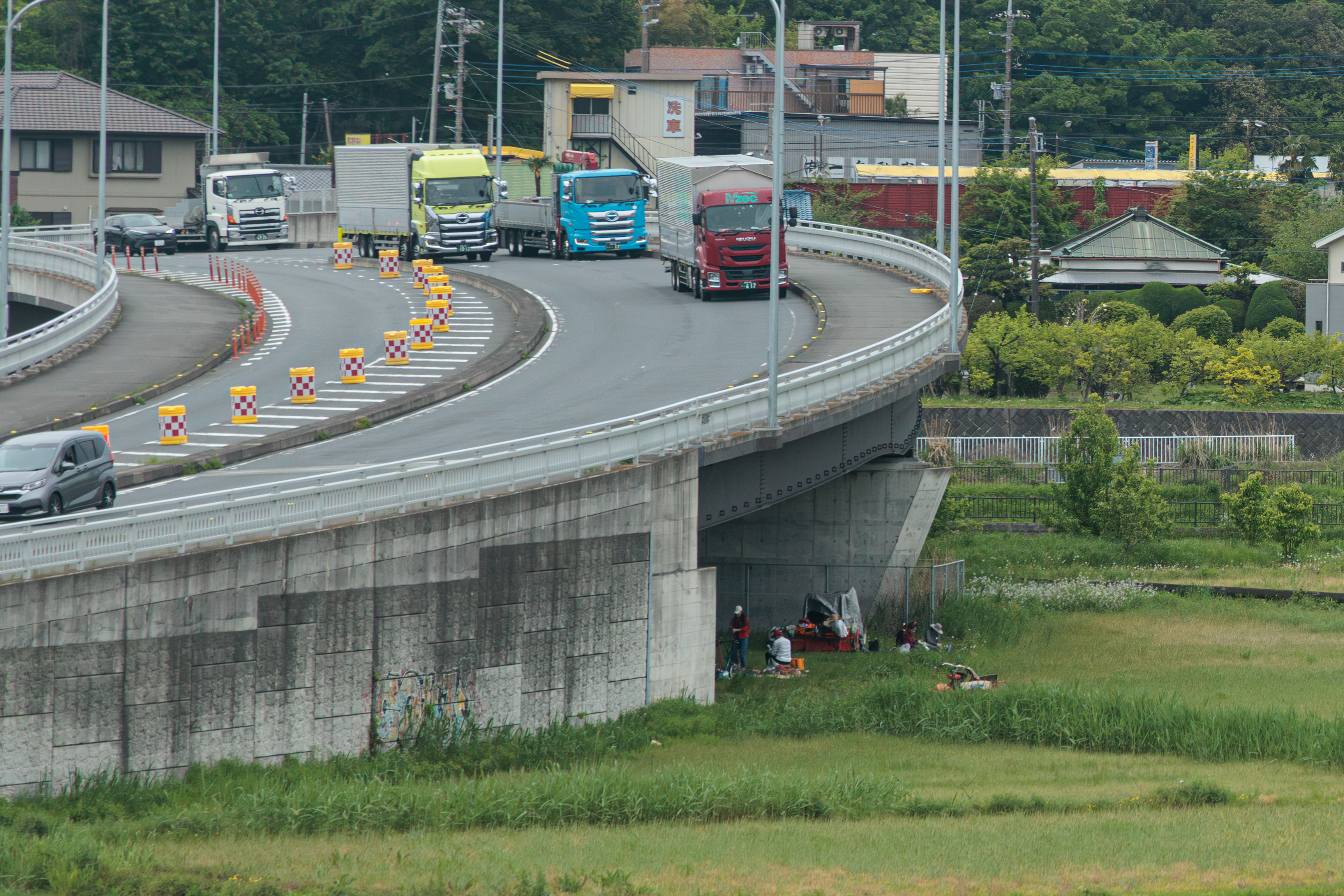
目久尻川に架かる用田大橋。綾瀬市吉岡（対岸）と藤沢市用田（手前）との境。

### 通過する自治体
- 神奈川県
  - 藤沢市 - 綾瀬市

### 交差する道路
- 神奈川県道42号藤沢座間厚木線（神奈川県藤沢市 新東山田交差点）
- 神奈川県道43号藤沢厚木線（新東山田交差点）
- 神奈川県道45号丸子中山茅ヶ崎線（中原街道 新用田辻交差点）